# Natal'ja Fëdorovna Vonljarljarskaja
Contessa Natal'ja Fëdorovna Vonljarljarskaja (in russo: Наталья Фёдоровна Карлова Вонлярлярская; nome da sposata: Natal'ja Fëdorovna Karlova, in russo: Наталья Фёдоровна Карлова; San Pietroburgo, 16 maggio 1858 – Cannes, 14 marzo 1921) è stata una nobildonna russa, moglie morganatica di Giorgio Alessandro di Meclemburgo-Strelitz.

## Biografia
Natal'ja era la primogenita del consigliere di Stato Fëdor Ardalionovič Vonljarljarskij, e di sua moglie, Maria Fëdorovna Uvarovona.
Alla fine del 1866, la famiglia si trasferì a San Pietroburgo, dove il padre continuò a servire nell'apparato centrale del Ministero delle finanze.
Era una grande appassionata di musica. Aveva familiarità con Aleksandr Sergeevič Dargomyžskij e con Modest Petrovič Musorgskij.
Nel 1884 divenne damigella d'onore della granduchessa Ekaterina Michajlovna Romanova, vedova del duca Giorgio Augusto di Meclemburgo-Strelitz.

## Matrimonio
Notando l'interesse di suo figlio per Natal'ja, la granduchessa non avrebbe dato il suo consenso ad un potenziale matrimonio. Al contrario suo figlio mostrò la sua persistenza e, nel giugno 1886, andò in Germania per ottenere il permesso dello zio, il granduca Federico Guglielmo.

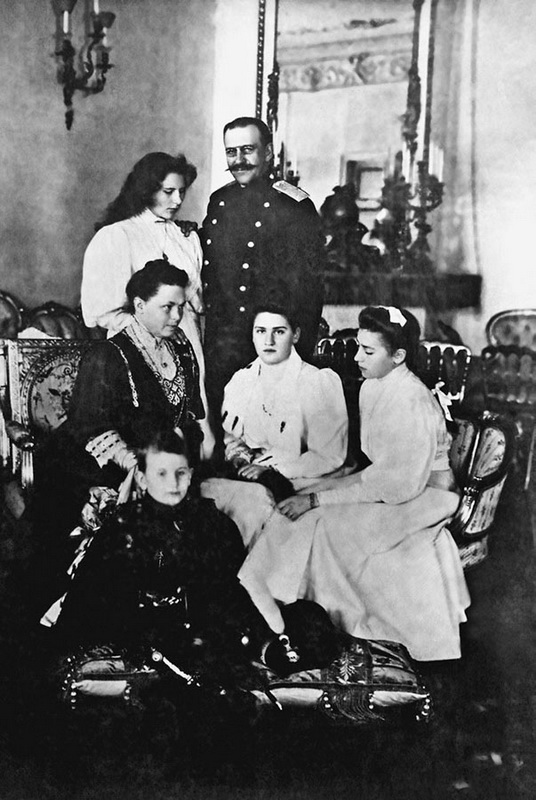
Giorgio Alessandro e Natal'ja con i loro figli, 1909.

Il matrimonio ebbe luogo il 2 febbraio 1890 presso la Chiesa del Palazzo Michajlovskij. Al matrimonio parteciparono l'imperatore Alessandro III e sua moglie, Maria Feodorovna. Dopo il matrimonio, la coppia prese residenza presso il palazzo Oranienbaum. Lì, la coppia trascorse il primo mese per poi spostarsi nei loro appartamenti del Palazzo Michajlovskij.
La coppia ebbe quattro figli:
- Caterina (1891-1940), sposò Vladimir Gurevič Golicyn;
- Maria (1893-1979), sposò in prime nozze Boris Dmitrievič Golicyn e in seconde nozze il conte Vladimir Petrovič Kleinmichel (1901-1982);
- Natalia (1894-1913);
- Giorgio Alessandro (1899-1963), sposò in prime nozze Irina Michajlovna Raevskivna e in seconde nozze Carlotta d'Asburgo-Lorena.

Natal'ja venne creata contessa Karlovna ma sia la corte che la nobiltà non l'accettarono facilmente.
Durante la guerra russo-giapponese, è stata nominata assistente della principessa Eugenia di Leuchtenberg dove si prese cura dei feriti e disabili. A Sliding Hill è stato organizzato un ospedale della Croce Rossa.
Nei primi mesi del 1905 ospitò un evento senza precedenti: il giornale "New Time" pubblicò sulla collezione di letteratura di contenuto religioso e morale per i soldati russi tenuti prigionieri.
Durante la prima guerra mondiale, divenne un membro di una commissione speciale di San Pietroburgo organizzata dalla granduchessa Ol'ga Nikolaevna per l'assistenza alle famiglie di coloro che furono chiamati per la guerra.

## Morte
A poco a poco Natal'ja e la sua famiglia furono accettati dalla corte. Nel 1903, Natal'ja con il marito era presente al famoso ballo in maschera.
Il 5 dicembre 1909 morì il marito e nel 1913 ci fu una nuova tragedia: il 4 dicembre morì di polmonite la figlia più giovane, Natal'ja, che fu sepolta vicino a suo padre. Successivamente Natal'ja e i suoi figli accompagnò la famiglia imperiale durante il viaggio in barca sul fiume Volga, in onore del 300º anniversario della famiglia Romanov. Aleksandra volle la figlia di Natal'ja, Maria, come damigella d'onore.
Durante la Rivoluzione, Natal'ja viveva con i figli nella sua tenuta nella provincia di Poltava. Più tardi emigrò a Nizza. Nel 1920, ha vissuto a Londra, dove lavorò per la Croce Rossa.
Morì il 14 marzo 1921 a Cannes.